# Changhe Z-18
Lo Z-18 (o Z-8G) è un elicottero medio multiruolo entrato in servizio nel 2018 su produzione della azienda cinese Changhe, selezionato come successore dello Z-8. Oltre che di pattuglia e di attacco, l’elicottero può anche svolgere missioni di ricerca e soccorso (SAR) e di evacuazione medica (MedEvac).

## Sviluppo
Si basa sul modello AC-313, versione aggiornata dello Z-8 e commissionata dall’esercito nel 2002, che ha effettuato il primo volo nel 2010 a Jingdezhen. I nuovi Z-18 sono stati resi pubblici nel 2014 sui media militari cinesi. È entrato in servizio verso il gennaio 2018 presso l’esercito e consentirà operazioni ad alta quota, importanti anche per missioni umanitarie, data la geografia della Cina. L’AC-313 è stato infatti testato nel 2012 a una quota di 8000 m sull’altopiano del Tibet, mentre lo Z-18 è arrivato a 9000 m. Rispetto all’AC-313 lo Z-18 presenta una fusoliera ribassata, con ampio uso di materiali compositi e di titanio, aggiunta di una rampa di coda e un motore turboalbero WZ-6C migliorato. Presenta una cambina di pilotaggio ridisegnata e un nuovo muso, in cui vi sono stati installati dei nuovi radar, sistemi di comunicazione e torretta elettro/ottica. L’elicottero è in grado di trasportare 30 passeggeri o 5 tonnellate di carico e ne è stata fatta anche una versione ASW in grado di operare dalle portaerei o dai cacciatorpediniere di classe Renhai.

## Versioni
- Z-18A

Versione base.
- Z-18F

versione ASW, dotata di radar di superficie, sonar a immersione e punti di aggancio per 4 siluri, missili e 32 sonoboe. C’è la possibilità che sia dotato di un sistema di collegamento che consenta di operare in modalità targeting contro missili da crociera.
- Z-18J

modello AEW, dotato di radar AESA.
- Z-18G

variante dell’esercito, dotata sul muso di radar per missioni NOE e torretta elettro/ottica.